# Узынагаш (Костанайская область)
Узынагаш (каз. Ұзынағаш) — село в Мендыкаринском районе Костанайской области Казахстана. Административный центр Каракогинского сельского округа. Находится примерно в 59 км к северу от районного центра, села Боровского. Код КАТО — 395649100.
В 16 км к юго-востоку находится озеро Сарыкамыс.

## Население
В 1999 году население села составляло 1360 человек (652 мужчины и 708 женщин). По данным переписи 2009 года, в селе проживало 1019 человек (507 мужчин и 512 женщин). По данным переписи 2021 года, в селе проживало 344 человека (185 мужчин и 159 женщин).